# Pustak styropianowy

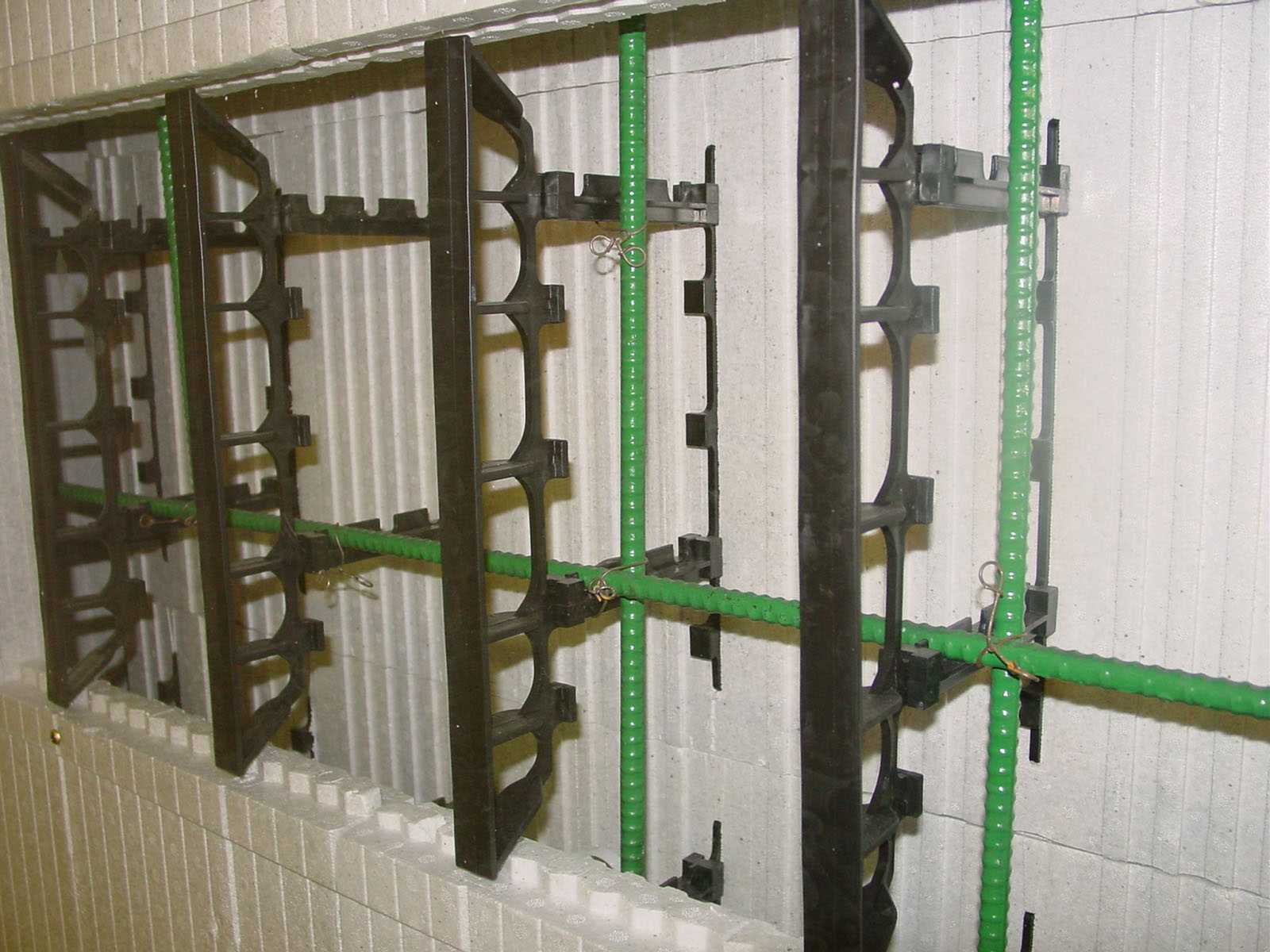
Ściana z pustaków styropianowych

Pustak styropianowy (styropianowy pustak szalunkowy, styropianowy szalunek tracony) - prostokątne bloki lub kształtki z twardego styropianu przeznaczone do wznoszenia budynków. Składają się z dwóch warstw styropianu oddzielonych pustą przestrzenią. W początkowej fazie stanowią szalunek a po stwardnieniu betonu izolację termiczną ściany. Stosowane głównie do budowy budynków mieszkalnych.

## Historia
Izolowane szalunki tracone wykonane z drewna użyte były po raz pierwszy po II wojnie światowej w Szwajcarii. W latach 40 i 50 dziewiętnastego wieku opracowano styropianowe formy. Patent na styropianowe pustaki szalunkowe został zgłoszony przez Wernera Gregoriego i zatwierdzony w Kanadzie 22 marca 1966. Element miał 40 cm wysokości i 122 cm długości, z innymi elementami łączył się na pióro i wpust. Projekt ten nie zmienił się przez następujące 15 lat. W Polsce technologia ta jest stosowana od początku lat dziewięćdziesiątych.

## Dane techniczne
- Moduł budowlany 5 cm[7];

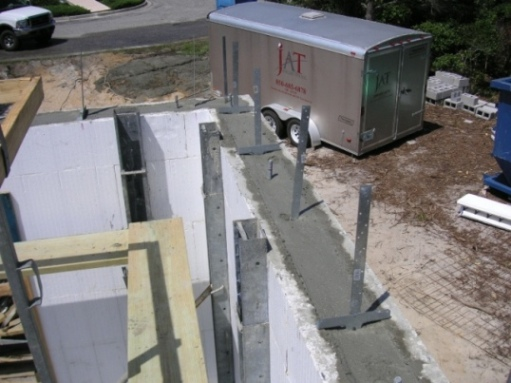
Pustaki styropianowe wypełnione betonem

- Waga przeciętnego elementu do 1,8 kg[8];
- Zróżnicowane kształty i wymiary w zależności od producenta[9];
- Współczynnik przenikania ciepła U gotowej ściany od 0,3 do 0,1 W/m2K[10];
- Zużycie  betonu od 128 do 160 l/m2 w zależności od szerokości szczeliny pustaka[7];
- Beton klasy minimum C12[10];
- Pustak wytrzymuje napór 3 m słupa betonu[11];
- Szacowany czas budowy 0,3 - 1 godziny na m² ściany;
- Ciężar elementów podawanych ręcznie 6,5 - 7,3 kg/m2 ściany[12];
- Konstrukcja nie wyższa niż 25 m[13];
- Brak zmian właściwości w przedziale temperatur od -40 do +90 °C[14].

## Wykonanie

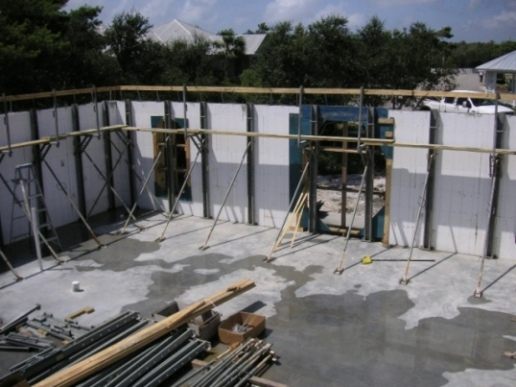
Budowa domu z pustaków styropianowych

Ściany zewnętrzne – pustaki układa się podobnie jak w tradycyjnych murach z cegieł. Można przycinać je nożem lub rozgrzanym drutem oporowym w celu uzyskania otworów drzwiowych i okiennych. Na styku ścian elementy układa się na zakładkę tak, żeby beton w narożach stanowił monolityczną bryłę. Nad otworami stosuje się prefabrykowane nadproża łączące się z pustakami ściennymi. Powstałe ściany zbroi się pionowo i poziomo, o ułożeniu i średnicy prętów decyduje projektant. Następnie formy zalewa się samozagęszczalnym betonem, okółkowo przemieszczając się tak, żeby styropian nie pękł pod naporem ciśnienia betonu. Mieszankę nie należy wibrować, można sztychować lub opukiwać ściany np. uderzając młotkiem w przyłożoną do nich deskę. Po stwardnieniu betonu, czyli po ok. 28 dniach można budować kolejne kondygnacje, dach lub wykończyć ściany tak samo jak w przypadku tradycyjnych ścian ocieplonych styropianem.
Ściany wewnętrzne – można budować je z pustaków styropianowych o mniejszej grubości warstw izolacyjnych lub całego pustaka. Zastosowanie pustaków szalunkowych do budowy całego domu oraz utworzenie monolitycznego elementu betonowego poprawia sztywność konstrukcji. Natomiast zastosowanie ścian działowych z pustaków ceramicznych zmniejsza bezwładność termiczną w pomieszczeniu.
Instalacje – układa się je w formach przed zabetonowaniem przycinając pustaki styropianowe w razie potrzeby, w przypadku przewodów o znacznej średnicy (np. wentylacja) wokół przewodu można zastosować dodatkowe zbrojenie. Przewody elektryczne prowadzi się w rurach osłonowych.
Stropy i fundamenty – w zależności od oferty producenta można zastosować gotowe elementy fundamentowe przystosowane do łączenia z resztą systemu pustaków. Pustaki ceramiczne w stropach gęstożebrowych można zastąpić pustakami styropianowymi.

## Zalety
- Niski współczynnik przenikania ciepła, budynek może być pasywny[13];
- Łatwa budowa, elementy łączą się dzięki otworom i wypustkom[10], często porównywane do klocków Lego[10][8][13];
- Lekkie elementy, można przenosić je ręcznie;
- Dowolny kształt konstrukcji, można uzyskać go przez duży wybór kształtek lub łatwe przycinanie do własnych potrzeb[15];
- Niskie koszty związanie z krótkim czasem budowy[12];
- Styropian jest obojętny dla człowieka i środowiska[14].

## Wady
- Styropian jest bardzo szczelny przez co wymagana jest wentylacja lub nawiewniki okienne w każdym pomieszczeniu w celu usunięcia wilgoci[1];
- Mała bezwładność cieplna spowodowana warstwą styropianu wewnątrz, budynek szybko się nagrzewa i szybko wychładza[13];
- Pustak nie przenosi znaczących obciążeń, elementem konstrukcyjnym jest tylko beton lub żelbet[13];
- Łatwo uszkodzić warstwę wewnętrzną styropianu, warto zabezpieczyć ją płytą kartonowo-gipsową[1];
- Ciężkie elementy wieszane na ścianach należy mocować w warstwie betonu za pomocą dłuższych kołków rozporowych lub kotew, na jednym kołku można zawiesić do 150 kg[8];
- Styropian jest nieodporny na wysoką temperaturę, rozpuszczalniki organiczne oraz długotrwałe działanie słońca, powierzchnie zewnętrzne należy jak najszybciej pokryć tynkiem[16];
- Styropian jest nieodporny na ogień, pomimo użycia samogasnących materiałów w przypadku pożaru pustaki spalą się z powodu płonącego parkietu lub mebli[1];
- Gorsza izolacja akustyczna w porównaniu z innymi materiałami[13].